# GlcA-beta-(1-2)-D-Man-alfa-(1-3)-D-Glc-beta-(1-4)-D-Glc-alfa-1-difosfo-ditrans,oktacis-undekaprenol 4-beta-manoziltransferaza
-alfa-1-difosfo-ditrans,oktacis-undekaprenol 4-beta-manoziltransferaza (EC 2.4.1.251, GumI) je enzim sa sistematskim imenom GDP-manoza:-1-difosfo-ditrans,oktacis-undekaprenol 4-beta-manoziltransferaza. Ovaj enzim katalizuje sledeću hemijsku reakciju
GDP-manoza + -alfa-1-difosfo-ditrans,oktacis-undekaprenol {\displaystyle \rightleftharpoons } GDP + -alfa-1-difosfo-ditrans,oktacis-undekaprenol
Ovaj enzim učestvuje u biosintezi eksopolisaharida ksantana.

## Literatura
- Nicholas C. Price; Lewis Stevens (1999). Fundamentals of Enzymology: The Cell and Molecular Biology of Catalytic Proteins (Third изд.). USA: Oxford University Press. ISBN 019850229X.
- Eric J. Toone (2006). Advances in Enzymology and Related Areas of Molecular Biology, Protein Evolution (Volume 75 изд.). Wiley-Interscience. ISBN 0471205036.
- Branden C; Tooze J. Introduction to Protein Structure. New York, NY: Garland Publishing. ISBN 0-8153-2305-0.
- Irwin H. Segel. Enzyme Kinetics: Behavior and Analysis of Rapid Equilibrium and Steady-State Enzyme Systems (Book 44 изд.). Wiley Classics Library. ISBN 0471303097.

## Spoljašnje veze
- GlcA-beta-(1->2)-D-Man-alpha-(1->3)-D-Glc-beta-(1->4)-D-Glc-alpha-1-diphospho-ditrans,octacis-undecaprenol+4-beta-mannosyltransferase на 